# Indira Nath
Indira Nath   (Guntur, 14 de gener de 1938 - Nova Delhi, 24 d'octubre de 2021) és una immunòloga índia. La seva principal contribució en ciències mèdiques tracta dels mecanismes subjacents a la falta de resposta immunitària en l'home, les reaccions i el dany nerviós de la lepra i la cerca de marcadors per a la viabilitat del bacil de la lepra. El Prof. Els camps d'especialitzacions de Nath són Immunologia, Patologia, Biotecnologia mèdica i malalties transmissibles.

## Carrera
Nath va rebre el seu MBBS de l'All India Institute of Medical Sciences (AIIMS), Nova Delhi. Es va incorporar a AIIMS com a MD (patologia) després de la formació hospitalària obligatòria al Regne Unit. Durant la dècada de 1970, l'Índia té el nombre de pacients de lepra més gran del món, de 4,5 milions.
El 1970 Nath es trobava al Regne Unit amb una beca Nuffield. Durant aquest període es va especialitzar en immunologia. Va treballar a l'àrea de malalties infeccioses, especialment la lepra, amb el professor John Turk al Royal College of Surgeons i el doctor RJW Rees de l'Institut Nacional d'Investigacions Mèdiques de Londres.

Va veure la importància de tenir experiència a l'estranger, però no va voler afegir-se a la fuga de cervells de l'Índia. Ella i el seu marit van fer un pacte per tornar a l'Índia després de 3 anys a l'estranger. Va tornar a l'Índia a principis dels anys setanta.
"Tot i així, va ser un moment bastant emocionant per tornar perquè sentia que realment podríeu tenir un paper en la construcció de la investigació",

Indira Nath a Nature Medicine el 2002.
Després de tornar a l'Índia, va fitxar pel Departament de Bioquímica del professor Gursaran Talwar d'AIIMS, que acabava d'iniciar la investigació sobre immunologia a l'Índia. Més tard, el 1980, es va traslladar al Departament de Patologia i va fundar i fundar el Departament de Biotecnologia (1986) a AIIMS. Es va retirar el 1998 però va continuar treballant a AIIMS com a professora de recerca INSA-SN Bose.
Va ser un dels 100 científics reunits per Rajiv Gandhi quan va esdevenir primer ministre per fer suggeriments per millorar la ciència índia.
Va rebre el DSc de la Universitat Pierre i Marie Curie de París el 2002. Va ser convidada a ocupar el càrrec de degana de la Universitat AIMST de Malàisia i també com a directora del Centre de Recerca Blue Peter (Lepra Research Center), Hyderabad.

## Recerca
La seva investigació se centra en les respostes immunitàries cel·lulars de la lepra humana, així com en el dany nerviós de la malaltia. El seu treball també ha buscat indicadors de la supervivència del bacil de la lepra. Té més de 120 publicacions, crítiques convidades, opinions / comentaris sobre desenvolupaments recents en revistes internacionals. El seu descobriment i el seu treball pioner són un pas significatiu cap al desenvolupament de tractament i vacunes per a la lepra.

## Sobre la lepra
En una entrevista televisada al programa Eureka de la televisió estatal índia Doordashan, Indira va dir que l'estigma al voltant de la lepra mai la va afectar. També esmenta que l'insecte de la lepra no mata, anomenant-lo un insecte intel·ligent que només vol sobreviure pacíficament al cos. "Per tant, hauríem de mirar-ho amablement". Ella va dir: "La lepra no és en absolut infecciosa. De fet, el refredat, la grip, etc. són molt més infecciosos. La lepra gran creix molt lentament i no entra molt ràpidament. El període d'incubació dura anys ". Afegeix, és el dany nerviós i les deformitats que es veuen al cos que espanten els pacients.
Gràcies a la introducció de l'Organització Mundial de la Salut (OMS) de la teràpia múltiple farmacològica introduïda a l'Índia el 1982, la incidència de malalties al país va reduir-se d'una taxa de prevalença de 57,8 / 10.000 el 1983 a menys d'1 / 10.000 al final d'El 2005, quan l'Índia va declarar haver assolit l'objectiu d'eliminació de l'OMS com a problema de salut pública. Les aportacions de científics com Indira han estat fonamentals en aquest progrés.

## Premis
| Any de concessió o honor | Nom del premi o honor                     | Entitat adjudicatària |
| ------------------------ | ----------------------------------------- | --------------------- |
| 2003                     | Banner de plata                           | Toscana, Itàlia       |
| 2003                     | Chevalier Ordre National du Merite        | Govern de França      |
| 2002                     | Premi Women in Science (Àsia Pacífic)     | L'Oreal UNESCO        |
| 1999                     | Padmashri                                 | Govern de l'Índia     |
| 1995                     | Premi RD Birla                            |                       |
| 1995                     | Premi Cochrane Research                   | Govern del Regne Unit |
| 1994                     | Premi Basanti Devi Amir Chand             | ICMR                  |
| 1990                     | Premi Om Prakash Bhasin                   |                       |
| 1988                     | Premi Clayton Memorial Lecture            |                       |
| 1987                     | 1er Premi Conferència Nitya Anand Dotació | INSA                  |
| 1984                     | Premi Kshanika                            | ICMR                  |
| 1983                     | Premi Shanti Swaroop Bhatnagar            | Govern de l'Índia     |
| 1981                     | Oració JALMA Trust                        | ICMR                  |

## Palmarès
Va ser elegida membre de l'Acadèmia Nacional de Ciències, Índia, Allahabad (1988), Acadèmia de Ciències de l'Índia, Bangalore (1990), Acadèmia Nacional de Ciències de l'Índia (INSA; 1992), Acadèmia Nacional de Ciències Mèdiques (Índia) (1992), Royal College of Pathology (1992) i Acadèmia de Ciències per al Món en Desenvolupament (TWAS) (1995). Va ser membre del Comitè Científic Assessor del Gabinet, secretària d'Exteriors INSA (1995-1997), membre del Consell (1992-1994, 1998-2006) i vicepresidenta (2001-03) de l'Acadèmia Nacional de Ciències (Índia), Allahabad, i presidenta, Programa de dones científiques, Departament de Ciència i Tecnologia, Índia (2003).
Va ser guardonada amb el Padma Shri pel Govern de l'Índia el 1999, i els premis L'Oréal-UNESCO per a les dones en ciència el 2002 i diversos premis més (vegeu la taula anterior)